# 2001. február 21-i konzisztórium
A 2001. február 21-i konzisztóriumot II. János Pál pápa hívta össze január 21-én. Összesen 42 új bíborost kreált, közülük 38 pápaválasztó (80 év alatti) és 2 korábban „in pectore” kreált bíborosnak nyilvánosságra hozta a nevét.
| Nº                                           | Ország                    | Név                                           | Életkor                | Hivatal                                                                         |
| Pápaválasztó bíborosok                       | Pápaválasztó bíborosok    | Pápaválasztó bíborosok                        | Pápaválasztó bíborosok | Pápaválasztó bíborosok                                                          |
| -------------------------------------------- | ------------------------- | --------------------------------------------- | ---------------------- | ------------------------------------------------------------------------------- |
| 1                                            | Olaszország               | Giovanni Battista Re                          | 67                     | a Püspöki Kongregáció prefektusa                                                |
| 2                                            | Vietnám                   | François-Xavier Nguyễn Văn Thuận              | 72                     | az Igazságosság és Béke Pápai Tanácsa elnöke                                    |
| 3                                            | Olaszország               | Agostino Cacciavillan                         | 74                     | az Apostoli Szék Vagyonkezelősége elnöke                                        |
| 4                                            | Olaszország               | Sergio Sebastiani                             | 69                     | a Szentszék Gazdasági Ügyeinek Felügyelősége elnöke                             |
| 5                                            | Lengyelország             | Zenon Grocholewski                            | 61                     | a Katolikus Nevelésügyi Kongregáció prefektusa                                  |
| 6                                            | Portugália                | José Saraiva Martins C.M.F.                   | 69                     | a Szenttéavatási Ügyek Kongregációja prefektusa                                 |
| 7                                            | Olaszország               | Crescenzio Sepe                               | 57                     | a Kléruskongregáció titkára                                                     |
| 8                                            | Argentína                 | Jorge María Mejía                             | 78                     | a Vatikáni Titkos Levéltár levéltárosa, a Vatikán Apostoli Könyvtár könyvtárosa |
| 9                                            | Szíria                    | Ignace Moussa I (Basile) Daoud                | 70                     | a Keleti Egyházak Kongregációja prefektusa                                      |
| 10                                           | Olaszország               | Mario Francesco Pompedda                      | 71                     | az Apostoli Szignatúra Legfelsőbb Bírósága prefektusa                           |
| 11                                           | Németország               | Walter Kasper                                 | 67                     | a Keresztény Egységtörekvés Pápai Tanácsa titkára                               |
| 12                                           | Németország               | Johannes Joachim Degenhardt                   | 75                     | a Paderborni főegyházmegye érseke                                               |
| 13                                           | Ecuador                   | Antonio José González Zumárraga               | 75                     | a Quitói főegyházmegye érseke                                                   |
| 14                                           | India                     | Ivan Cornelius Dias                           | 64                     | a Mumbai főegyházmegye érseke                                                   |
| 15                                           | Brazília                  | Geraldo Majella Agnelo                        | 67                     | a São Salvador da Bahia-i főegyházmegye érseke                                  |
| 16                                           | Kolumbia                  | Pedro Rubiano Sàenz                           | 68                     | a Bogotái főegyházmegye érseke                                                  |
| 17                                           | Amerikai Egyesült Államok | Theodore McCarrick                            | 70                     | a Washingtoni főegyházmegye érseke                                              |
| 18                                           | Írország                  | Desmond Connell                               | 74                     | a Dublini főegyházmegye érseke                                                  |
| 19                                           | Litvánia                  | Audrys Juozas Bačkis                          | 64                     | a Vilniusi főegyházmegye érseke                                                 |
| 20                                           | Chile                     | Francisco Javier Errázuriz Ossa P. Schönstatt | 67                     | a Santiago de Chile-i főegyházmegye érseke                                      |
| 21                                           | Bolívia                   | Julio Terrazas Sandoval C.SS.R.               | 64                     | a Santa Cruz de la Sierra-i főegyházmegye érseke                                |
| 22                                           | Dél-afrikai Köztársaság   | Wilfrid Fox Napier O.F.M.                     | 59                     | a Durbani főegyházmegye érseke                                                  |
| 23                                           | Honduras                  | Óscar Andrés Rodríguez Maradiaga, S.D.B.      | 58                     | a Tegucigalpai főegyházmegye érseke                                             |
| 24                                           | Elefántcsontpart          | Bernard Agré                                  | 74                     | az Abidjani főegyházmegye érseke                                                |
| 25                                           | Franciaország             | Louis-Marie Billé                             | 63                     | a Lyoni főegyházmegye érseke                                                    |
| 26                                           | Venezuela                 | Antonio Ignacio Velasco Garcia S.D.B.         | 72                     | a Caracasi főegyházmegye érseke                                                 |
| 27                                           | Peru                      | Juan Luis Cipriani Thorne                     | 57                     | a Limai főegyházmegye érseke                                                    |
| 28                                           | Spanyolország             | Francisco Alvarez Martínez                    | 75                     | a Toledói főegyházmegye érseke                                                  |
| 29                                           | Brazília                  | Cláudio Aury Affonso Hummes O.F.M.            | 66                     | a São Pauló-i főegyházmegye érseke                                              |
| 30                                           | India                     | Varkey Vithayathil C.SS.R.                    | 73                     | az Ernakulam–Angamaly szír-malabár főegyházmegye nagyérseke                     |
| 31                                           | Argentína                 | Jorge Mario Bergoglio S.J.                    | 64                     | a Buenos Aires-i főegyházmegye érseke                                           |
| 32                                           | Portugália                | José da Cruz Policarpo                        | 64                     | a Lisszaboni patriarkátus pátriárkája                                           |
| 33                                           | Olaszország               | Severino Poletto                              | 67                     | a Torinói főegyházmegye érseke                                                  |
| 34                                           | Egyesült Királyság        | Cormac Murphy-O’Connor                        | 68                     | a Westminsteri főegyházmegye érseke                                             |
| 35                                           | Amerikai Egyesült Államok | Edward Michael Egan                           | 68                     | a New York-i főegyházmegye érseke                                               |
| 36                                           | Ukrajna                   | Lubomyr Husar M.S.U.                          | 67                     | a Kijev-Halicsi főegyházmegye nagyérseke                                        |
| 37                                           | Németország               | Karl Lehmann                                  | 64                     | a Mainzi egyházmegye püspöke                                                    |
| 38                                           | Olaszország               | Roberto Tucci S.J.                            | 79                     | a Vatikáni Rádió Adminisztratív Bizottságának elnöke                            |
| Nem pápaválasztó bíborosok                   |                           |                                               |                        |                                                                                 |
| 39                                           | Egyiptom                  | Stéphanos II (Andraos) Ghattas C.M.           | 81                     | alexandriai kopt katolikus pátriárka                                            |
| 40                                           | Franciaország             | Jean Marcel Honoré                            | 80                     | a Tours-i főegyházmegye nyugalmazott érseke                                     |
| 41                                           | Németország               | Leo Scheffczyk                                | 81                     | teológusprofesszor                                                              |
| 42                                           | Amerikai Egyesült Államok | Avery Robert Dulles S.J.                      | 82                     | teológusprofesszor                                                              |
| Nyilvánosságra hozott „in pectore” bíborosok |                           |                                               |                        |                                                                                 |
|                                              | Ukrajna                   | Marian Franciszek Jaworski                    | 74                     | a Lvivi főegyházmegye érseke                                                    |
|                                              | Litvánia                  | Jānis Pujats                                  | 70                     | a Rigai főegyházmegye érseke                                                    |